# Приморска Индија
Приморска Индија је гео-културна регија на Индијском потконтиненту која се простире на читавој обали Индије (7516,6 км; копно: 5422,6 км, острвске територије: 2094 км).

## Регион
У древној Индији, приобална Индија се протеже од југозападне индијске обале дуж арапског мора од обале Качког залива у његовом најзападнијем углу и протеже се преко залива Камбхат, и кроз острво Салсета дуж Конкана и према југу преко региона Рајгад и кроз Канару и даље низ Мангалор и низ Малабар кроз рт Коморин у најјужнијем региону Јужне Индије са обалом дуж Индијског океана и кроз обалу Коромандал. Обала на југоисточном делу индијског потконтинента дуж Бенгалског залива кроз регион Уткала Калинга протеже се до најисточнијег угла обале у близини Сандербана у приобалној Источној Индији. Овде има много плажа и извора, као и прелепо море и океани попут Арапског мора.

## Народ
Људи дуж приобалне Индије показују огромну разноликост дуж заједничког заједништва као резултат њене обалне топографије и трговине мора између западноазијских медитеранских трговаца дуж њене западне обале. Регија укључује Гуџаратисе у најзападнијем региону, Канадига, Тулу, Гоанс и Махараштри народе дуж обале Конкана или западне обале, такође су ту Малаијалис народи у најјужнијем региону Јужне Индије, Тамилијци дуж јужне обале Коламандалама, Телуге и Орију дуж југоисточне обале обале кроз регион Уткала Калинга дуж обале Коромандал, а Бенгалци дуж најисточније обале дуж Бенгалског залива.
Постојала је успешна трговина између медитеранског света и приобалних индијских региона. То је довело до значајног мешања између народа приобалне Индије и западноазијског света, посебно дуж југозападне обале Индије дуж Арапског мора. Неколико западноазијских заједница такође се населило и постало део разноликости приобалне југозападне Индије. Ту спадају Парси, Бохраси, Багдади Јевреји у најзападнијем региону, Синови Израела дуж југозападног региона, потомци медитеранских трговаца дуж Корга и Мангалора, Јонакан Мапилас дуж Малабара региона, а Кохини Јевреји и сиријски Насраниси дуж најјужније регије Јужне Индије. Чола царство успоставило је огроман утицај широм региона југоисточне Азије широм Индонезије, Јаве, Балија и Суматре. Ово је баштину Јужне Индије довело у Камбоџу, Индонезију и Бали, где балијска хиндуистичка традиција и даље успева. То такође доводи до мешања између приобалне Индије и југоисточне Азије, посебно на југоисточној обали Коламандалама дуж Бенгалског залива.

## Наслеђе
Језичка разноликост приобалне Индије укључује језике дравидске породице језика, укључујући малајаламски, тамилски, телугу, тулу и канаду; језици који припадају западној зони индоиранских породица језика укључујући гуџарати, маратхи, конкани, језици који припадају централној зони индоиранских породица језика, укључујући урду и персијски и језици који припадају источној зони индоиранске породице језика, укључујући одију и Бенгалски. Регија такође има говорнике семитских језика попут арапског, хебрејског и арамејског. Уобичајени елементи народа приобалне Индије укључују кухињу која се састоји од аграрних и приобалних производа и одеће која укључује дугачке хаљин са голим средњим делом за мушкарце и жене погодне за влажну и топлу климу. Широм приморске Индије жене носе хаљине зване сарее у различитим стиловима. Жене имају релативно већу улогу у социјалном систему у поређењу са необалним полуострвом Индије и уживају знатно већу важност у друштву од необалног не полуострва Индије. Према најјужнијем врху приобалне југозападне Индије социјални систем је био матријархат. То се такође манифестује на фестивалима и ритуалима оријентисаним ка женским божанствима, попут фестивала Навратри међу народом Гуџарати, фестивала Тируватира међу народима Малајали и Дурга Пуја из народа Бенгали.

## Галерија
- Плажа у Керали
- Плажа у Мумбају
- Висакаптнам
- Кетувелам језеро
- Канјакумари